# Pagar Banyu (Ulu Talo)
Pagar Banyu is een bestuurslaag in het regentschap Seluma van de provincie Bengkulu, Indonesië. Pagar Banyu telt 476 inwoners (volkstelling 2010).